# 長井松太郎
長井 松太郎（ながい まつたろう、1850年（嘉永3年7月）- 1892年（明治25年）8月10日）は、明治前期の政治家。衆議院議員、広島県会議長。

## 経歴
備後国御調郡、のちの広島県御調郡貢村（糸崎町を経て現三原市）で生れた。漢学、武術を修めた。
東野村里正、木原村里正、御調郡書記、広島県会議員、同常置委員、同副議長、同議長を務めた。日本赤十字社常議員にも在任した。
1890年（明治23年）7月、第1回衆議院議員総選挙（広島県第7区、無所属）では次点で落選したが、1892年（明治25年）2月の第2回総選挙（広島県第7区、 中央交渉会）では当選した。しかし、1期目在任中の同年8月に肺病により死去した。